# تصويت ناقص
يحدث التصويت الناقص عندما يكون عدد الخيارات التي اختارها أحد الناخبين في منافسة ما أقل من الحد الأقصى المسموح به لهذه المنافسة أو عندما لا يتم اختيار أي خيار في المنافسات التي تتطلب اختيارًا واحدًا.
في أحد الانتخابات المتنازع عليها، يمكن أن يُفسر التصويت الناقص بأنه استياء من الناخب المؤهل - وهو الناخب المؤهل بشكل كافٍ ليُدلي بصوته ولكن ليس لديه الاستعداد لإعطاء صوته لأي مرشح.
يمكن أن يكون التصويت الناقص متعمدًا لأغراض تشمل التصويت الاحتجاجي أو التصويت التكتيكي أو الامتناع عن التصويت. وعلى العكس، يمكن أن يكون غير مقصود ولكن بسبب العديد من العوامل التي تشمل تصميم بطاقات الاقتراع بشكل سيئ.
يمكن أن يكون التصويت الناقص بجانب التصويت الزائد(المعروف باسم الأصوات الباطلة) مؤشرًا أكاديميًا في تقييم دقة نظام التصويت عند تسجيل رغبة الناخب.

## وصلات خارجية
- Champaign County Illinois November 2006 Undervote Analysis
- Caltech/ MIT Voting Technology Project